# Gwern
Gwern est un personnage de la mythologie celtique brittonique, qui apparaît dans la deuxième branche du Mabinogi : « Le Mabinogi de Branwen ». Fils de Matholwch et de Branwen, il meurt tragiquement alors qu’il n’est encore qu’un enfant, jeté dans un brasier par son oncle Evnissyen.

## Mythologie
Matholwch, roi d'Iwerddon (Irlande), était venu dans l’île de Bretagne afin de conclure une alliance entre les deux royaumes avec Bran le Béni et demander la main de la sœur du roi, Branwen, fille de Llyr. Un incident avait faire échouer le projet : Evnissyen, demi-frère du roi et de Branwen, furieux de ne pas avoir été consulté sur la demande en mariage, s’était vengé en mutilant les chevaux des Irlandais. Il leur avait coupé les lèvres, les oreilles, les paupières et la queue. Bran avait réparé l’affront en offrant des cadeaux, notamment en remplaçant les montures et donnant un chaudron magique.
Matholwch et Branwen sont bien accueillis à leur retour en Irlande et la première année passe sans problème. Un fils naît de leur union, il est appelé Gwern. L’année suivante, des rumeurs se répandent sur l’affront qui a eu lieu au moment du mariage et Branwen tombe en disgrâce. Elle est chassée du lit royal et doit faire la cuisine dans la cour. Après trois ans elle envoie un message attaché à la patte d’un étourneau, à son frère Bran le Béni, qui décide d’envahir l’Irlande.
Matholwch propose immédiatement d’abdiquer et de conférer la souveraineté à son fils Gwern. La paix est conclue dans une immense maison construite spécialement pour contenir les Gallois et les Irlandais. Gwern va successivement auprès de chacun de ses oncles : Bran le Béni, Manawyddan Fab Llyr, Nisien. Quand le garçon s’approche d’Evnissyen, celui-ci le saisit par les pieds et le jette dans le brasier. S’ensuit une guerre au cours de laquelle les Irlandais sont exterminés et qu’il n’y a que sept survivants gallois.